# Héliolite
L'héliolite ou pierre de soleil est une variété d'oligoclase.

## Inventeur et étymologie
Elle doit son nom au minéralogiste Jean-Claude Delamétherie en 1801, son scintillement pailleté rappelant le scintillement du soleil. Ce pailletage orangé parfois irisé vert ou bleu est dû à des cristaux d'hématite ou de goethite, sur lesquels se réfléchit la lumière.

## Gisements
On la trouve dans les roches métamorphiques et ignées du Canada, des États-Unis, de l'Inde, de Norvège, et de Russie.

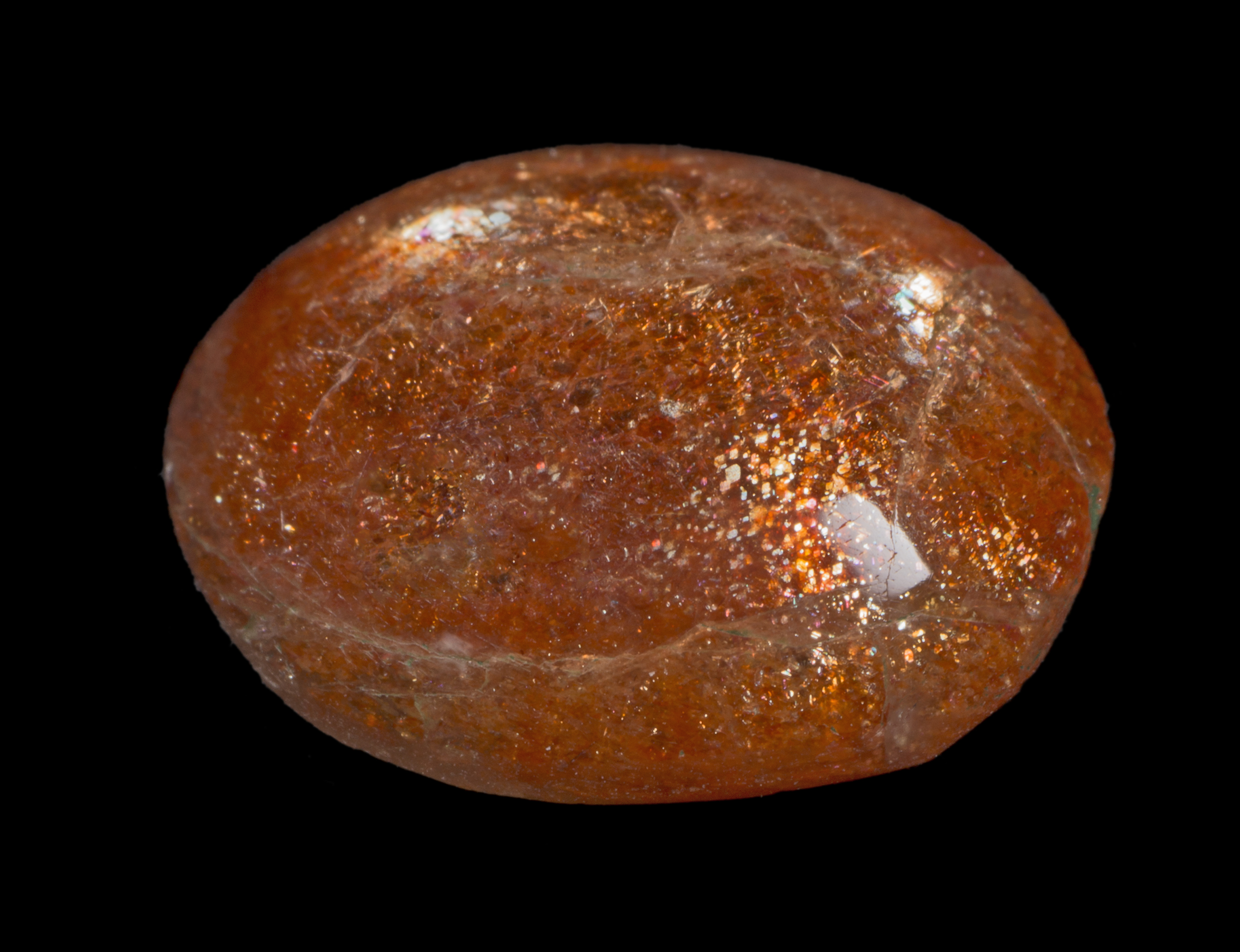
Oligoclase (Var. héliolite) - Indes (1,5 × 1 cm)
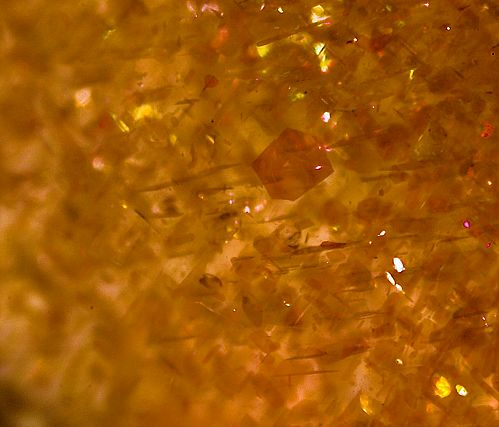
Inclusions d'hématite et goethite dans l’héliolite

## Utilisation
- L'héliolite est utilisée en bijouterie, taillée uniquement en cabochon. L'héliolite étant relativement rare, beaucoup de fausses pierres circulent sur le marché. Appelées « rivière d'or », de couleur brunâtre ou violette, ce sont des pierres dites reconstituées, créées à partir de verre fondu et de paillettes de cuivre.
- L'archéologue danois Thorkild Ramskou a émis l'hypothèse que cette variété d'oligoclase serait la pierre de soleil qui aurait permis aux navigateurs danois de s'orienter sans boussole.